# Koumbala
Koumbala è una città, sottoprefettura e comune della Costa d'Avorio, situata nel dipartimento di Ferkessédougou. Conta una popolazione di 10 088 abitanti (censimento 2014).